# 볼티모어 레이븐스
볼티모어 레이븐스(Baltimore Ravens)는 미국 메릴랜드주 볼티모어에 본거지를 두고 있는 NFL 소속 미식 축구팀이다. AFC 북부에 소속되어 있으며, 2번의 슈퍼볼에서 우승하였다.
원래는 클리블랜드 브라운스라는 명칭이었지만 구단주 아트 모델의 연고지 이전에 결정에 반발한 클리블랜드의 시민들을 배려해 브라운즈의 명칭은 시에 남기고, 1996년에 볼티모어에 팀을 이적시키면서 '레이븐스'로 개명했으며, 과거의 프랜차이즈 히스토리를 이어가지 않고 형식상 새로운 팀으로써 발촉했다. 팀 애칭의 유래는 볼티모어의 작가 에드거 앨런 포의 시 더 레이븐에서 따왔으며, 팀 마스코트는 3마리의 큰까마귀이다. 이름은 각각 에드거, 앨런, 포이다.
클리블랜드에선 1999년 클리블랜드 브라운스가 다시 부활했다. 브라운즈의 프랜차이즈 히스토리는 이 신생 브라운즈에 이어지고 있다.

## 참고
1. ↑  창립당시엔 방패모양의 앰블럼이었지만, 아마추어 티스토에서 도작이라고 기소당한 후 패소함에 따라 변경